# Balão intragástrico
O balão intragástrico é um instrumento médico utilizado no combate à obesidade.

## Implantação
Um balão inflável feito de silicone ou polímero vegetal, que é inserido no interior do estômago do paciente através de uma simples deglutição ou via endoscopica. Após a introdução, o balão é inflado com soro fisiológico somado a um corante biológico, chamado Azul de Metileno, para reduzir a capacidade do estômago na ingestão de alimentos, promovendo saciedade precoce, o que ajuda o paciente a promover reeducação alimentar. É um procedimento simples, muito seguro, realizado ambulatorialmente (sem necessidade de internação hospitalar) em cerca de 15 minutos. O tempo de permanência máxima é de 6 a 12  meses, ou a critério médico, e a retirada do balão é realizada da mesma forma que foi colocado, por via endoscópica. Embora a chance de ruptura do balão ser muito pequena, caso ocorra, o paciente urinará verde escuro, o que denuncia o problema com o dispositivo instalado e o médico deve ser avisado.

## Efeitos colaterais iniciais
É muito comum o paciente passar por um período de adaptação, que dura entre 3 a 5 dias, após a colocação do balão gástrico. A maioria absoluta dos pacientes apresentam náuseas, vômitos frequentes, cólicas e sensação de peso, sintomas estes desconfortáveis, mas não insuportáveis. Ainda assim, 1 a 3% dos pacientes optam por retirada precoce do balão, por não tolerarem tais efeitos. Todos estes sintomas poderão ser minimizados com medicamentos específicos.
Normalmente esses sintomas melhoram rápido com as medicações apropriadas
Segundo estudo realizado por pesquisadores brasileiros publicado no periódico Obesity Surgery, o balão intragástrico mostra-se eficiente no tratamento da Doença do refluxo gastroesofágico. A gordura no fígado, ou esteatose hepática, também estão na lista de doenças que o tratamento utilizando o balão intragástrico podem ser melhoradas.
Ação
O balão intragástrico atua de três formas:
• Mecânico: Saciedade precoce por estímuloperiférico:
- Diminuição da capacidade gástrica.
- Obstáculo relativo à dieta.
- Aumento do tempo de esvaziamento gástrico.
• Hormonal
- Alteração na secreção de hormônios/neuropeptídeos gastrintestinais, alterando o apetite e o esvaziamento gástrico.
• Neurogênico
- Estímulo central (núcleo paraventricular trato solitário) via estimulação vagal.
Uma vez inflado dentro do estômago, o balão estimula os receptores do fundo gástrico que avisam para o sistema nervoso central provocando uma sensação de saciedade precoce. O balão gástrico também age na diminuição da capacidade do reservatório de sucos gástricos. Estes mecanismos levam a diminuição da ingestão de alimentos, consequentemente a ingestão de calorias ocasionando um perda média de peso de 20% durante todo o tratamento. No entanto, vários fatores individuais interferem tanto na velocidade quanto quantidade de quilos perdidos durante o tratamento, tais como: idade, doenças preexistentes, tempo de duração da obesidade adquirida, fatores genéticos, comportamento alimentar, problemas psicológicos entre outros. Por isso, o tratamento com o balão deve ser uma associação do uso do balão com acompanhamentos multidisciplinares, tais como nutricionista, psicólogo e atividades físicas moderadas.

## Indicações
- Pacientes com IMC acima de 35, refratários ao tratamento clínico, que apresentam contra-indicações para o tratamento cirúrgico ou não aceitam o tratamento cirúrgico e apresentam doenças associadas à obesidade.
- Pacientes com IMC menor que 35 que apresentam doenças secundárias à obesidade ou refratários ao tratamento clínico habitual da obesidade por um período superior a três anos, contra-indicação de drogas utilizadas no tratamento clínico ou doenças secundárias ao tratamento medicamentoso (hipotiroidismo secundário, distúrbios psiquiátricos droga-dependente).
- IMC menor que 35 e maior que 27 para fins estéticos.
- Preparo e seleção de pacientes com obesidade extrema (IMC > 50), para cirurgia de restrição gástrica (BIB teste).
- Redução do risco anestesiológico (cirurgia bariátrica, cirurgia geral, cirurgia ortopédica, cirurgia cardiovascular, dispnéia de decúbito, apnéia do sono, etc).
- Redução do risco cirúrgico (IMC extremo com doenças associadas).
- Redução do risco clínico de doenças crônicas graves ou que causem invalidez.
- Qualquer condição clínica que provoque lentificação do metabolismo (ex: hipotireoidismo) com dificuldade de perda de peso e facilidade de ganho, em pacientes com IMC acima de 27.
- Infertilidade e dificuldades para engravidar onde a obesidade configura com fator de dificuldade de sucesso.
- Obesidade infantil quando o balão é indicado por pediatras
- Em busca de efeitos estéticos ocasionados pelo excesso de peso em pessoas com IMC igual ou maior que 27.
- Obesidade causada por gestações repetidas.

## Contra Indicações

### Contraindicações absolutas do tratamento
- Doenças da transição gástrica potencialmente hemorrágicas
- Esofagite grau III ou mais
- Insuficiência Renal Crônica
- Gravidez
- Cirurgia prévia de hérnia hiatal, válvula antirefluxo, gastroplastias redutora
- Qualquer cirurgia gástrica prévia.

### Contraindicações relativas
Dependência de álcool ou drogas
Úlcera gástrica ou duodenal em fase ativa
Uso crônico de anticoagulantes sem possibilidade de interrupção
Doenças do colágeno
Doença inflamatória intestinal em atividade (Crohn, RCUI)
Hérnia hiatal > que 5 cm
Idade avançada (> 80 anos)

## Teste de adesão ao tratamento
O teste de adesão aqui descrito não é produto de pesquisa científica e não serve para indicar se você vai ou não tolerar o tratamento.  Se baseie sempre na opinião médica especializada.

Apesar do balão intragástrico ser considerado um tratamento de baixíssimo risco, bastante seguro, com poucas complicações, é bem relevante seus sintomas colaterais iniciais. Esses sintomas variam de intensidade e duração de paciente para paciente. Isso é o que os pacientes consideram como "Rejeição"do balão. Na verdade, não é rejeição prótese-hospedeiro pois o balão não é inserido no tecido do paciente e sim no interior do órgão, mas livre nessa cavidade, portanto, não causa esse tipo de rejeição. Esse teste visa trazer o paciente para a realidade do tratamento com o dispositivo Balão, não só nos seus efeitos iniciais, como no tratamento como um todo. O paciente responde algumas perguntas dando sua nota de 1 a 5 para cada pergunta, onde 1 demonstra o menor grau de adesão, certeza, firmeza de resposta do paciente, ou seja, resposta NÃO, e 5 o maior grau de adesão, certeza ou firmeza de resposta, ou seja resposta SIM para a pergunta. ou tratamento proposto. Se o paciente responder 3 perguntas ou mais nas casas dos (1) (2) (3) é orientado a reavaliar sua decisão de colocar o balão. Se o paciente responder 6 perguntas ou mais nas casas (4) e (5), considera-se que o paciente entendeu corretamente a proposta do balão gástrico e tudo o que ela envolve, portanto, apto a realiza-lo.
O teste consiste nas seguintes perguntas:
1. Sabemos que o balão ao ser implantado trará, nos primeiros dias, sintomas bastante evidentes, como náuseas, vômitos e cólicas, de intensidade e duração variáveis. Estou disposto a passar por isso, a encarar de frente esse processo, consciente que isso foi previsto antes de sua inserção?  (1) (2) (3) (4) (5)
2. Sabemos que, embora os principais sintomas são mais evidentes na fase adaptativa do balão (1o mês), eles podem perdurar por todo o tratamento pela própria presença do balão. Estou disposto a entrar num tratamento com tais efeitos colaterais na tentativa de obter sucesso no emagrecimento, pois isso é a coisa mais importante para mim nesse momento?  (1) (2) (3) (4) (5)
3. Sabemos que o tratamento com o balão, inclui acompanhamento mensal com o NUTRICIONISTA com experiência em pacientes bariátricos ou portadores de balão, já que há restrição de volume alimentar pela presença do mesmo, devendo o paciente alimentar-se com horários regulares, numa quantidade pré-determinada e numa consistência específica. Estou disposto a seguir este profissional e suas orientações, obedecendo a administração adequada da dieta para evitar mais os efeitos colaterais e obter mais sucesso no meu tratamento? (1) (2) (3) (4) (5)
4. Sabemos que o tratamento com o balão inclui a prática regular de atividades físicas moderadas, não só para perda de peso, mas para sustentação de perda pós retirada do balão, o que dará um aspecto melhor de emagrecimento para os pacientes, ajudará os mesmos a promoverem uma mudança de vida e a controlarem a obesidade, pois é considerada uma doença sem cura. Estou disposto a reservar tempo e disposição para realizar semanalmente essas atividades, como parte do tratamento? (1) (2) (3) (4) (5)
5. Sabemos que, por vezes, há distúrbios alimentares associados à obesidade, problemas psicológicos tais como ansiedade, depressão, etc, que interferem no resultado do tratamento com o balão e que devem ser tratados para uma melhor chance de sucesso do tratamento. Estou disposto, se necessário, a realizar acompanhamento com o psicólogo e/ou psiquiatra no sentido de conseguir identificar e tratar tais distúrbios para conseguir meu objetivo? (1) (2) (3) (4) (5)
6. Sabemos que doenças metabólicas, tais como diabetes, hipotireoidismo, etc, interferem no processo de perda de peso e devem ser controlados durante o tratamento com o balão com o médico especialista (endocrinologista, clínica médica, ginecologista, cardiologista, etc), o que aumentará minhas chances de sucesso. Estou disposto a começar ou manter meu acompanhamento com tais especialistas, se necessário, como parte do tratamento da minha obesidade e sobrepeso? (1) (2) (3) (4) (5)
7. Sabemos que, apesar de todos esses esforços e acompanhamentos, a medicina não é exata e não é possível prever os resultados individualmente com o tratamento do balão. Mesmo sabendo dessa possibilidade, estou disposto a realizar o implante do balão com uma alternativa para conseguir meu objetivo de emagrecer? (1) (2) (3) (4) (5)
8. Sabemos que a maioria dos pacientes que colocam o balão, conseguem levar o tratamento até o final, mas, em alguns casos, podem ocorrer complicações inerentes a presença do balão, tais como risco de úlceras gástricas, efeitos colaterais persistentes, dificuldade de adaptação, processos alérgicos, etc, que podem motivar a retirada precoce do balão, o que se torna uma situação bem frustrante. Estou disposto a correr esses riscos, tendo consciência que, embora raros, eles podem acontecer comigo? (1) (2) (3) (4) (5)

## Resultados
O uso do balão reduz drasticamente o número de calorias ingeridas. Associado a dieta e exercícios físicos podem, em pouco tempo reduzir a obesidade ou sobrepeso do seu portador em até 7 pontos do seu IMC original. A média de perda nos últimos trabalhos científicos publicados tem sido em torno de 22% do peso inicial total. No entanto, devido a predisposição individual do paciente, alguns chegam a perder até 40% do peso inicial. Os resultados são mais evidentes e notáveis naqueles pacientes que realmente aderem ao tratamento, promovem mudança de hábitos durante esse período de permanência do balão, especialmente uma reeducação alimentar e prática de atividades físicas. Os estudos mostram que, em mais de 80% dos pacientes que realizam adequadamente o tratamento, perdem no mínimo 15% do peso total.